# Guillermo Martín Taboada
Guillermo Martín Taboada (Valencia; 20 de febrero de 1981) es un cantante, compositor, actor y presentador español, conocido por sus participaciones en Operación Triunfo y La Academia.

## Biografía
Durante su adolescencia mostró clara predisposición a ser artista, pues con 17 años ya ganó el Festival "Canta Canta", organizado por la televisión valenciana Canal Nou y donde interpretó Si tú me miras de Alejandro Sanz. 
Ha estudiado 4 años de interpretación en la Escuela Catalana Banya del Bou, 4 más de canto en la Academia Amparo Dorado y por último, 2 años de solfeo y piano en la Academia Alsina. En cuanto a su experiencia, ha sido cantante solista en la Orquesta Mancy (2 años) y después en la Orquesta Búffalo (3 años). También cantaba en diferentes espectáculos con magos, humoristas. Fue seleccionado en el casting del musical Hoy no me puedo levantar basado en el grupo español Mecano como uno de los cuatro finalistas para interpretar a Mario, el personaje protagonista, finalmente no fue elegido para el papel.

### Operación Triunfo 2005
Decidió presentarse a los cástines de Operación Triunfo 2005 para la cuarta edición (primera edición realizada por Telecinco tras el cambio de cadena de transmisión del concurso). Guillermo se había presentado en la segunda edición, pero no fue seleccionado. Esta vez logró ser escogido y finalizó el concurso en el décimo puesto. El director de la academia fue Kike Santander. Al finalizar el concurso, participó en la Gira de verano OT 2005 presentándose en varias ciudades de España, y grabó el disco MUSICALES junto a otros concursantes de su misma edición.

#### Canciones que cantó enOT 2005
| Nº | Concursante                          | Canción                        | Intérprete Original              |
| 00 | Guillermo Martín                     | «La casa de Inés»              | Guaraná                          |
| 01 | Guillermo Martín y Dani Sanz         | «Escuela de calor»             | Radio Futura                     |
| 02 | Guillermo Martín y Mónica            | «Tonight, I Celebrate My Love» | Peabo Bryson y Roberta Flack     |
| 03 | Guillermo Martín y Sergio            | «The Girl Is Mine»             | Paul McCartney y Michael Jackson |
| 04 | Guillermo Martín con Edurne y Mónica | «Nada fue un error»            | Coti                             |
| 05 | Guillermo Martín y Lidia Reyes       | «La vida es un carnaval»       | Celia Cruz                       |
| 06 | Guillermo Martín                     | «Contigo»                      | El canto del loco                |
| 07 | Guillermo Martín                     | «Kiss»                         | Prince                           |
| 08 | Guillermo Martín                     | «Cruz de navajas»              | Mecano                           |
| 09 | Guillermo Martín e Idaira            | «Feliz navidad»                | José Feliciano                   |

## Carrera televisiva

### Primeros trabajos y participación en¡Mira quién baila!(2006)
Cuando finalizó la gira de OT 2005, participó en una serie de ficción de Canal 9 de RTVV llamada Matrimonis i Patrimonis encarnando el personaje "Suso", un joven instalador de WIFI del que se enamora una de las protagonistas. En 2006 es también el encargado de poner la voz a Peter Pan, en uno de los musicales en "Peter Pan on Ice", un espectáculo de patinaje sobre hielo de la famosa obra de J.M. Barrie. La cantante Lidia Reyes hizo la voz de Wendy y grabaron el tema "Sigue a las estrellas".
En septiembre de 2006 participó en la cuarta edición del programa ¡Mira quién baila! (llamado ahora ¡Más que baile!) en La 1  de TVE. Guillermo consiguió llegar a la final del mismo, celebrada en diciembre. Quedó finalmente en tercera posición, por detrás del segundo clasificado, Juan Alfonso Baptista "Gato" y la ganadora, Estela Giménez.

### Etapa en Antena 3:Al pie de la letray otros (2007-2008)
En 2007, Guillermo Martín fue el conductor del programa El destape de Antena 3, emisión que jugaba con la psicología de los concursantes, presentó tres programas de los rankings de Antena 3, los presentó junto a Mónica Martínez, el programa logró liderar su franja al obtener el respaldo de la audiencia en ese horario.
| Nombre del ranking | Tema                                            | Tema |
| ------------------ | ----------------------------------------------- | ---- |
| Arriesga2          | Los personajes más arriesgados                  |      |
| Despelota2         | Los destapes más sonados.                       |      |
| Emociona2          | Una selección de los momentos más emocionantes. |      |

Ese año además participó en Paranoia semanal, también de Antena 3, que era un programa de debate que cada tema a debatir contaba con una canción con una letra modificada que lo reflejaba con humor e ironía. Para ello, el programa contaba con un pequeño grupo de cantantes encargados de ponerle música al programa. Guillermo Martín era uno de los cantantes que colaboraba cada semana. También fue invitado en el programa Tres en Raya (La Sexta), para ayudar a los dos participantes a hacerse con el coche que cada lunes se puso en juego. En su semana de invitado estuvieron también la actriz María Barranco, los presentadores Félix Álvarez "Felisuco", Pilar Rubio, y el exjugador de fútbol Poli Rincón, que se unieron a Las Supremas de Móstoles, Lucía Hoyos, Agustín Jiménez y Goyo Jiménez, colaboradores habituales del concurso que formaban parte del panel de invitados famosos.
Formó parte de los cantantes del programa Al pie de la letra de Antena 3, junto a Sandra Polop, Mercedes Durán y Carles Torregosa. Era un concurso musical basado en el karaoke y extraído del formato original estadounidense The Singing Bee (EE. UU.). Se estrenó el 25 de diciembre de 2007. Guillermo dejó el programa para poder terminar su próximo disco, siendo reemplazado por Anabel Dueñas.

### Trabajos posteriores (2008-2010)
El verano de 2008 presentó un programa en Canal 9 llamado ¡Crash!, un concurso donde aquellas personas que tuvieran un coche de más de 10 años, podrían ganar un coche nuevo. 
Ese año participa como actor en Ponme una nube, Rocío (Canal Sur), un spin-off de la serie Rocío casi madre. La serie es un relato de personajes suave y desenfadado con pequeños matices dramáticos. Narra los enredos de dos primas: Rocío (Eva Pedraza) y Flor (Paz Padilla), que son copropietarias del bar "La Nube", da vida a Yago, hijo de Flor.
También fue jurado del programa musical Cantando en familia de RTVCM. Presentado por Constantino Romero, fue un programa musical en el que compartían escenario distintas familias de Castilla-La Mancha.
Entre 2008 y 2009, colabora en el programa Los mejores años de nuestra vida canción a canción sustituyendo a Iván Santos (después de que éste se marchara para participar en Supervivientes: Perdidos En Honduras), y participa esporádicamente en alguno de los conciertos de la gira del programa. El cantante se despidió del concurso para centrarse definitivamente en la preparación del lanzamiento discográfico del disco de su banda G Punto.
Es invitado a la Gala FAO de 2008 en TVE, donde presenta también su sencillo "No sé", de su primer álbum como solista con su banda G Punto. En 2009, Guillermo Martín estuvo como reportero invitado en los cástines de la novena edición de Operación Triunfo en Sevilla. En 2009 también volvió a ¡Mira Quién Baila! en un programa especial. En 2009, Antena 3 organizó para la noche del 31 de diciembre una edición especial del programa Canta si puedes, en la que dos equipos formados por famosos se enfrentaron cantando en condiciones muy especiales, como correr sobre una cinta o sumergidos en un tanque de hielo. Los puntos obtenidos por el equipo ganador se convirtieron en vacaciones en la nieve para cien niños, cortesía de Aramón (Montañas de Aragón) y Fundación Antena3.
El 6 de mayo de 2010 participa en el reality Supervivientes 2010: Perdidos en Nicaragua de la cadena Telecinco. Guillermo llega a quedar en octava posición siendo expulsado el 1 de julio de 2010 con un 38% de los votos frente a Beatriz Trapote y Malena Gracia.

### Trabajos en México (2010-2011)
En 2010 participa en La Academia: Octava Generación. La Academia, es un reality show musical mexicano lanzado por TV Azteca. La temporada se llamó "La Academia Bicentenario", en honor de los 200 años de México y otros países de América Latina. La producción de esa temporada estuvo a cargo de Magda Rodríguez y Lolita Cortés como directora de La Academia. El Casting se inició el 31 de julio de 2010 en los Estados Unidos por Azteca América y se desarrolló hasta principios de septiembre en todo México y otros países de América Latina.
Guillermo Martín entró representando a España y pasó los 3 cástines y/o filtros realizados: España, Estados Unidos y finalmente, México. Cuando entró a La Academia 2010 estaba auspiciado por Azteca América (por el casting que hizo en Los Ángeles, Estados Unidos) y su padrino fue el actor mexicano Luis Felipe Tovar. Dentro de la competencia tuvo buenas críticas de sus maestros y la directora Lolita Cortés. Dentro del encierro se convirtió en el líder de las revueltas dentro de la casa de La Academia, poniendo de moda palabras como esto es totalmente inexplicable, hostias, tío, mínimo esfuerzo o máximo rendimiento. Palabras extrañas para muchos que no entendían que significaban esos términos españoles usados por Guillermo (adoptando al instante el apodo de El Inexplicable Guillermo Martín).
En el Concierto 7 sale del concurso causando controversia entre los fanes y espectadores del programa pues Guillermo, a pesar de su polémica y controvertida personalidad, era favorito para la final. Para el Concierto 8 sale expulsado, a pesar de que recibió votos a favor para evitar su expulsión y, en señal de apoyo, abandonaron el set del concierto sus compañeros.

#### Canciones que cantó enLa Academia
| Concierto | Concursante      | Nacionalidad | Ciudad de Origen | Canción                    | Género                      | Resultado   |
| 01        | Guillermo Martín | España       | Valencia         | Corazón partío             | Pop                         | A Salvo     |
| 02        | Guillermo Martín | España       | Valencia         | Tan enamorados             | Balada                      | Sentenciado |
| 03        | Guillermo Martín | España       | Valencia         | Tu nombre me sabe a hierba | Pop-Flamenco                | Sentenciado |
| 04        | Guillermo Martín | España       | Valencia         | Valió la pena              | Salsa                       | A Salvo     |
| 05        | Guillermo Martín | España       | Valencia         | Vivir así es morir de amor | Big Band - Orquesta en Vivo | A Salvo     |
| 06        | Guillermo Martín | España       | Valencia         | Persiana americana         | Rock                        | Sentenciado |
| 07        | Guillermo Martín | España       | Valencia         | Estoy enamorado            | Reguetón                    | Sentenciado |
| 08        | Guillermo Martín | España       | Valencia         | No Cantó                   | -                           | Eliminado   |

En 2011 es invitado a conducir el programa Generación 2011 en México, emitido por TV Azteca y Azteca América junto con Ivonne Montero, Lili Brillanti, y Melchor. Estuvo un mes debido a que debía terminar de hacer su disco que realizaba en España. Su salida del programa provocó que las fanes y televidentes reclamaran su regreso durante semanas ante la producción de Televisión Azteca.

## Carrera musical

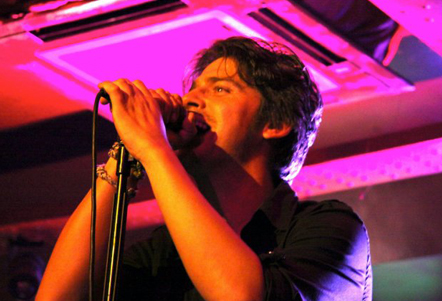
Guillermo Martín en un concierto en Jaén.

### Operación Triunfo
Participa en el álbum Musicales, donde los 10 finalistas de Operación Triunfo 2005 versionan canciones de los musicales más importantes de la historia de este género. Fue Disco de Platino y un éxito de ventas en España.

### Generación OT
En 2006, Guillermo recibe la propuesta de Gestmusic Endemol, productora de "Operación Triunfo", de reunirse con Sandra Polop y Fran Dieli (ambos concursantes de Operación Triunfo 2005) creando el grupo Generación OT. Lanzan un álbum producido por Carlos Quintero (Chenoa y Carlos Baute) bajo el sello discográfico de Tool Music. La campaña incluyó la grabación de un disco y una gira de conciertos durante el verano del 2006 que inició en Valencia y continuó
por diversas ciudades de España. El álbum Generación OT incluye 10 canciones, 3 de las cuales son interpretadas por Guillermo en solitario. El sencillo del disco interpretado por los tres cantantes fue "Sunny, tú y yo". La gira fue promocionada por refresco Sunny Delight, de ahí el nombre del sencillo.
El álbum entra en la lista que elabora Promusicae con los más discos más vendidos en España.
En 2006, graba en solitario los temas principales para la obra musical "Peter Pan on Ice". Entre ellos, el tema central "Sigue a las estrellas".

### G Punto
2008 - Da la cara (de él se extrae el sencillo "No sé", lanzado en noviembre de 2008) y en 2013 "Amanecer zulú".